# نمایه‌سازی معنایی نهان
نمایه‌سازی معنایی نهان  یا اِل‌اِس‌آی روشی است که برای هم‌خوانی دادن کلیدواژه‌های جستجو بر اسناد به کار می‌رود.
از این روش برای پردازش زبان‌های طبیعی استفاده می‌شود. از نمایه‌سازی معنایی نهان در کارهای مختلفی در زمینهٔ دریافت و آنالیز متن از جمله در ارزیابی خودکار انشاها استفاده شده است. در سامانه‌های دریافت اطلاعات اینچنینی، وظیفهٔ اصلی سامانه این است که با بررسی ساختار معنایی سند، معانی اصطلاحات و واژه‌ها را در آن زمینه مشخص کند. برای نمونه اگر شخصی به دنبال عبارت «درگیری‌های خاورمیانه» می‌گردد، سامانه تشخیص می‌دهد که احتمالاً سندی با عنوان «جنگ عراق» برای او مفید خواهد بود، زیرا جنگ هم‌معنی درگیری است و عراق در خاورمیانه قرار دارد. بسیاری از سامانه‌های دریافت متن بر پایهٔ دریافت معانی از منابع خارجی استوارند اما در ال‌اس‌آی از منابع خارجی استفاده نمی‌شود، به جای آن از معنای نهفته در متن سندها بهره می‌گیرند، یعنی معنی هر واژه بر پایهٔ چهارچوب‌هایی که در آن استفاده شده است تعریف می‌شود و همچنین هر سند معنایش را از مجموعهٔ واژه‌های به کار رفته در آن سند می‌گیرد. برای اینکه این روش به خوبی کار کند لازم است سامانه به حجم بزرگی از سندها که در آن‌ها اصطلاحات مرتبط در سندهای مختلف در چهارچوب‌های مختلف به کار رفته باشند دسترسی داشته باشد. مزیت این روش این است که دیگر نیازی به استفاده از تعاریف منابع خارجی جهت پرس‌وجو در یک سند نخواهد بود. مزیت دیگر ال‌اس‌آی این است که به وسیلهٔ روش‌های ریاضی می‌توان آن را پیاده‌سازی نمود.